# 12 dicembre (film)
12 dicembre, noto anche come Dodici dicembre, è un film documentario del 1972 diretto da Giovanni Bonfanti e Pier Paolo Pasolini (non accreditato).
Si tratta di un documentario di controinformazione sulla strage di Piazza Fontana e sulla morte dell'anarchico Giuseppe Pinelli.

## Trama
Il documentario, attraverso diverse interviste fatte in tutta Italia, analizza alcuni episodi riguardanti la vita politica del Paese. Tra gli intervistati, oltre ai tanti operai e militanti di Lotta Continua, figurano il deputato Achille Stuani, membro del Partito Comunista Italiano; Licia Pinelli, vedova di Giuseppe e diversi avvocati tra cui quelli di Pietro Valpreda.

## Produzione

### Sviluppo

Immagine di Pasolini

Il film venne realizzato da Pier Paolo Pasolini su proposta e con la collaborazione di alcuni militanti di Lotta Continua, formazione della sinistra extraparlamentare di orientamento comunista. Durante la realizzazione ci furono divergenze creative tra il noto regista e la dirigenza del gruppo, infatti Pasolini avrebbe voluto realizzare un film di denuncia valorizzando l'aspetto antropologico e sociale del Paese durante quel periodo. I contrasti si protrassero anche durante la fase di montaggio.
(Pier Paolo Pasolini nel Il cinema in forma di poesia)
In un’intervista rilasciata a Panorama il 31 dicembre 1970 Pasolini citò tra i titoli provvisori Attacco al potere e 1969.

### Riprese
Le riprese iniziarono il 12 dicembre 1970 e si conclusero nel giugno dell'anno successivo. Esse si svolsero nelle cave di Carrara, a Milano, a Viareggio, a Napoli e nel cimitero di Musocco, luogo di sepoltura di Pinelli. La pellicola venne finanziata da Alberto Grimaldi.

### Crediti
Pasolini e Grimaldi per evitare eventuali problemi con la giustizia decisero di non far comparire i loro nomi nei crediti del film.

### Montaggio
Durante le riprese furono filmati 80000 m di pellicola, ma solo 4000 furono montati; i restanti vengono considerati perduti. Il montaggio venne effettuato interamente da Pasolini.

## Colonna sonora
Le musiche presenti nel fim sono state composte da Pino Masi, all'epoca membro di Lotta Continua.

## Distribuzione
In Italia venne distrubuito nei circuiti del Circolo Ottobre il 20 maggio 1972. Il documentario fu inoltre presentato nello stesso anno al Festival di Berlino e il 31 ottobre 2014 al Vienna International Film Festival, in Austria.
La versione ridotta è disponibile su YouTube.

### Edizione home video
La versione ridotta venne distribuita nel 1995 in VHS e nel 2011 in DVD.

### Versione integrale
Nel 2013 fu ritrovata in un archivio cinematografico di Amburgo la versione integrale del film, considerata perduta. Questa versione dopo essere stata restaurata, su incarico della casa editrice tedesca Laika Verlag e della Fondazione Cineteca di Bologna, venne proiettata a Bologna nel 2015 durante l'evento Cinema Ritrovato.

## Accoglienza

### Critica
Il Morandini assegna alla pellicola 3 stelle su 5. Il documentario venne recensito da Alberto Moravia il 30 aprile 1972 su L'Espresso.